# Championnats d'Europe de triathlon cross
Les championnats d'Europe de triathlon cross sont les championnats d'Europe de triathlon pour la discipline appelée cross triathlon. Ils sont organisés tous les ans depuis 2007 par la Fédération européenne de triathlon. Il se pratique sur différentes distances et consiste à enchainer trois épreuves sportives. Natation en eaux vives, VTT, course à pied hors route.

## Historique
En 2016, c'est l'étape du circuit européen de Xterra Triathlon de la vallée de Joux en Suisse qui sert de support à l'attribution du titre de champion d'Europe de triathlon cross.

## Palmarès

### Masculin
| Année | Médaille d'or             | Temps           | Médaille d'argent         | Temps           | Médaille de bronze | Temps           |
| ----- | ------------------------- | --------------- | ------------------------- | --------------- | ------------------ | --------------- |
| 2024  | Kevin Viñuela             | 1 h 31 min 24 s | Federico Spinazzé         | 1 h 31 min 38 s | Jules Dumas        | 1 h 31 min 53 s |
| 2023  | Michele Bonacina          | 1 h 32 min 52 s | Lukáš Kočař               | 1 h 33 min 25 s | Théo Dupras        | 1 h 33 min 43 s |
| 2022  | Rubén Ruzafa              | 1 h 50 min 52 s | Kevin Viñuela             | 1 h 53 min 35 s | Pello Osoro        | 1 h 54 min 6 s  |
| 2021  | Arthur Serrières          | 2 h 22 min 52 s | Félix Forissier           | 2 h 23 min 21 s | Maxim Chané        | 2 h 26 min 35 s |
| 2019  | Rubén Ruzafa              | 1 h 41 min 51 s | Tim Van Emel              | 1 h 43 min 15 s | Tommaso Gatti      | 1 h 45 min 54 s |
| 2018  | Tim Van Emel              | 1 h 19 min 39 s | Brice Daubord             | 1 h 20 min 19 s | Marcello Ugazio    | 1 h 20 min 37 s |
| 2017  | Marcello Ugazio           | 1 h 44 min 9 s  | Arthur Serrières          | 1 h 45 min 20 s | Jan Kubíček        | 1 h 45 min 20 s |
| 2016  | Rubén Ruzafa              | 2 h 47 min 58 s | Kris Coddens              | 2 h 49 min 18 s | Brice Daubord      | 2 h 49 min 28 s |
| 2015  | Arthur Forissier          | 2 h 33 min 12 s | Jens Roth                 | 2 h 34 min 59 s | Malte Plappert     | 2 h 35 min 3 s  |
| 2014  | Kris Coddens              | 2 h 17 min 3 s  | Arthur Forissier          | 2 h 18 min 12 s | Jim Thijs          | 2 h 19 min 17 s |
| 2013  | Jan Čelůstka              | 1 h 30 min 30 s | Alessio Picco             | 1 h 30 min 48 s | Jan Kubíček        | 1 h 31 min 55 s |
| 2012  | Victor Del Corral Morales | 1 h 51 min 51 s | Kris Coddens              | 1 h 52 min 2 s  | Brice Daubord      | 1 h 53 min 21 s |
| 2011  | Victor Del Corral Morales | 1 h 44 min 20 s | Olivier Marceau           | 1 h 45 min 54 s | Karel Zadák        | 1 h 47 min 25 s |
| 2010  | Franky Batelier           | 2 h 19 min 42 s | Victor Del Corral Morales | 2 h 24 min 3 s  | Tomáš Jurkovič     | 2 h 25 min 20 s |
| 2009  | Franky Batelier           | 2 h 23 min 12 s | Rubén Ruzafa              | 2 h 24 min 23 s | Olivier Marceau    | 2 h 28 min 22 s |
| 2008  | Rob Barel                 | 2 h 23 min 40 s | Paul Embrechts            | 2 h 39 min 16 s | Mikko Vastaranta   | 2 h 39 min 59 s |
| 2007  | Eneko Llanos              | 1 h 23 min 3 s  | Hector Llanos             | 1 h 23 min 4 s  | Rubén Bravo        | 1 h 25 min 13 s |

### Féminin
| Année | Médaille d'or    | Temps           | Médaille d'argent  | Temps           | Médaille de bronze     | Temps           |
| ----- | ---------------- | --------------- | ------------------ | --------------- | ---------------------- | --------------- |
| 2024  | Marina Muñoz     | 1 h 44 min 49 s | Anna Zehnder       | 1 h 46 min 44 s | Solène Marnoni         | 1 h 48 min 2 s  |
| 2023  | Marta Menditto   | 1 h 48 min 0 s  | Anna Zehnder       | 1 h 52 min 24 s | Romy Spoelder          | 1 h 52 min 46 s |
| 2022  | Sandra Mairhofer | 2 h 8 min 7 s   | Margaréta Bičanová | 2 h 12 min 10 s | Marta Borbón           | 2 h 12 min 19 s |
| 2021  | Sandra Mairhofer | 2 h 49 min 0 s  | Diede Diederiks    | 2 h 54 min 2 s  | Loanne Duvoisin        | 2 h 54 min 40 s |
| 2019  | Morgane Riou     | 2 h 0 min 8 s   | Eleonora Peroncini | 2 h 3 min 35 s  | Sandra Mairhofer       | 2 h 3 min 55 s  |
| 2018  | Nicole Walters   | 1 h 33 min 50 s | Laura Gómez Ramón  | 1 h 36 min 49 s | Sofiya Pryyma          | 1 h 36 min 52 s |
| 2017  | Brigitta Poór    | 1 h 59 min 49 s | Morgane Riou       | 2 h 2 min 51 s  | Carina Wasle           | 2 h 5 min 45 s  |
| 2016  | Michelle Flipo   | 3 h 18 min 40 s | Jacqueline Slack   | 3 h 21 min 16 s | Myriam Guillot-Boisset | 3 h 21 min 20 s |
| 2015  | Renata Bucher    | 2 h 57 min 11 s | Héléna Erbenová    | 2 h 58 min 41 s | Carina Wasle           | 2 h 58 min 52 s |
| 2014  | Kathrin Müller   | 2 h 34 min 20 s | Renata Bucher      | 2 h 38 min 16 s | Héléna Erbenová        | 2 h 39 min 45 s |
| 2013  | Kathrin Müller   | 1 h 43 min 18 s | Maud Golsteyn      | 1 h 44 min 48 s | Héléna Erbenová        | 1 h 46 min 6 s  |
| 2012  | Héléna Erbenová  | 2 h 9 min 51 s  | Carina Wasle       | 2 h 12 min 8 s  | Maud Golsteyn          | 2 h 14 min 28 s |
| 2011  | Renata Bucher    | 2 h 5 min 13 s  | Marion Lorblanchet | 2 h 5 min 38 s  | Carina Wasle           | 2 h 8 min 42 s  |
| 2010  | Carina Wasle     | 2 h 53 min 9 s  | Maud Golsteyn      | 2 h 54 min 10 s | Judy van Den Berg      | 3 h 7 min 36 s  |
| 2009  | Renata Bucher    | 2 h 49 min 10 s | Sibylle Matter     | 2 h 49 min 30 s | Judy van Den Berg      | 2 h 59 min 58 s |
| 2008  | Ingrid van Lubek | 2 h 58 min 4 s  | Sibylle Matter     | 3 h 1 min 1 s   | Judy van Den Berg      | 3 h 1 min 20 s  |
| 2007  | Carina Wasle     | 1 h 34 min 12 s | Sibylle Matter     | 1 h 35 min 51 s | Ingrid van Lubek       | 1 h 37 min 30 s |

## Lieux des épreuves et tableau des médailles
| Édition | Lieu           | Pays      |
| ------- | -------------- | --------- |
| 2024    | Coimbra        | Portugal  |
| 2023    | Riva del Garda | Italie    |
| 2022    | Bilbao         | Espagne   |
| 2021    | Molveno        | Italie    |
| 2019    | Târgu Mureș    | Roumanie  |
| 2018    | Ibiza          | Espagne   |
| 2017    | Târgu Mureș    | Roumanie  |
| 2016    | Vallée de Joux | Suisse    |
| 2015    | Schluchsee     | Allemagne |
| 2014    | Sardaigne      | Italie    |
| 2013    | Strobl         | Autriche  |
| 2012    | La Haye        | France    |
| 2011    | Višegrad       | Hongrie   |
| 2010    | Myjava         | Slovaquie |
| 2009    | Sardaigne      | Italie    |
| 2008    | Ameland        | Pays-Bas  |
| 2007    | Ibiza          | Espagne   |

| Rang | Nation      | Médaille d'or | Médaille d'argent | Médaille de bronze | Total |
| ---- | ----------- | ------------- | ----------------- | ------------------ | ----- |
| 1    | Espagne     | 8             | 5                 | 3                  | 16    |
| 2    | France      | 6             | 6                 | 7                  | 19    |
| 3    | Italie      | 5             | 3                 | 3                  | 11    |
| 4    | Suisse      | 3             | 7                 | 2                  | 12    |
| 5    | Belgique    | 2             | 4                 | 1                  | 7     |
| 6    | Pays-Bas    | 2             | 3                 | 6                  | 11    |
| 7    | Tchéquie    | 2             | 2                 | 5                  | 9     |
| 8    | Autriche    | 2             | 1                 | 3                  | 6     |
| 9    | Allemagne   | 2             | 1                 | 1                  | 4     |
| 10   | Royaume-Uni | 1             | 1                 |                    | 2     |
| 11   | Hongrie     | 1             |                   |                    | 1     |
| 12   | Slovaquie   |               | 1                 | 1                  | 2     |
| 13   | Finlande    |               |                   | 1                  | 1     |
| 13   | Ukraine     |               |                   | 1                  | 1     |